# Ischaemum minus
Ischaemum minbus es una especie de plantas herbáceas de la familia de las poáceas. Es originaria de América del Sur.

## Taxonomía
Ischaemum minus fue descrita por Jan Svatopluk Presl y publicado en Reliquiae Haenkeanae 1(4–5): 329. 1830.
Etimología
Ischaemum: nombre genérico que deriva del griego ischaimon (astringente), nombre dado originalmente a Digitaria sanguinalis por sus supuestas cualidades astringentes.
minus: epíteto latíno que significa "el más pequeño".
Sinonimia
- Andropogon minor (J.Presl) Steud.
- Andropogon urvilleanus (Kunth) Steud.
- Ischaemum boninense Honda ex Toyoshima
- Ischaemum ischaemoides (Hook. & Arn.) Koidz.
- Ischaemum urvilleanum Kunth
- Ischaemum urvilleanum var. ischaemoides (Hook. & Arn.) Honda
- Paspalum axicilium Steud.
- Spodiopogon ischaemoides Hook. & Arn.[4]